# 國家安全（立法條文）條例草案
《國家安全（立法條文）條例草案》（英語：National Security (Legislative Provisions) Bill；簡稱《國安條例草案》），是一項被擱置的條例草案，旨在依據《香港特別行政區基本法》第二十三條，修訂《刑事罪行條例》《官方機密條例》及《社團條例》，以及為相關、附帶及相應修訂訂定條文。草案在香港社會觸發極大爭議，導致50萬名市民在2003年7月1日上街抗議。最終因為行政會議成員田北俊請辭，而自由黨也宣布反對法案，令特區政府失去足夠支持。2003年9月5日，行政長官董建華宣布撤回法案，第二十三條立法因此擱置，直至21年後（2024年）《港區維護國安條例》立法為止。

## 背景
香港特別行政區基本法第二十三條（簡稱基本法廿三條）指出：
|  | 香港特別行政區應自行立法禁止任何叛國、分裂國家、煽動叛亂、顛覆中央人民政府及竊取國家機密的行為，禁止外國的政治性組織或團體在香港特別行政區進行政治活動，禁止香港特別行政區的政治性組織或團體與外國的政治性組織或團體建立聯繫。 |

香港主權移交之前，港英政府曾在1996年動議《1996年刑事罪行（修訂）（第2號）條例草案》，增訂「顛覆」及「分裂國家」的罪行，並規定有關行為必須涉及武力並導致公共安全受威脅，但法案未得大部分議員支持，加上北京政府強烈反對，而被大幅度修改。在委員會審議階段，條例草案第3條所載有關叛逆性質的罪行的條文均被廢除，政府當局建議增訂顛覆及分裂國家的罪行的條文亦遭否決，而當局有關修改煽動罪行的建議則獲得通過。條例草案於1997年6月24日在立法局三讀通過，6月26日獲總督彭定康批准成為《1997年刑事罪行（修訂）（第2號）條例》，6月27日刊登憲報。條例第1（2）條規定：「本條例自保安司以憲報公告指定的日期起實施。」，但不論是保安司還是主權移交後的保安局局長均沒有公告條例的實施日期。因此條例即使已完成立法程序但一直沒有生效。

## 諮詢
香港特區成立後，港府一直未有落實為二十三條立法，社會上對立法的憂慮也不明顯。不過到2002年中，時任中國國務院副總理錢其琛表示中國政府希望香港儘快落實基本法第23條立法。時任行政長官董建華繼而開展草擬法例，隨即引起香港大律師公會和香港記者協會等多個組織的強烈關注。2002年9月24日，香港特區政府頒佈了《實施基本法第23條諮詢文件》，除了把現時法律已經涵蓋但過時的法例進行修訂外，還就原來《香港法例》沒有的分裂國家行為與顛覆國家政權罪提案作出諮詢。外界認為此舉反映行政長官董建華是受到北京政府的強大壓力，而積極回應錢其琛的講話。
根據諮詢文件，有關法例的修訂會把現時分散於《香港法例》內多項相關的條文抽出集中，並重新寫成一條《國家安全法》；根據《基本法》所規定，對叛國罪、分裂國家行為、煽動叛亂罪、顛覆國家罪及竊取國家機密5項罪行作出明確及清晰的立法。
香港特區政府開始就《基本法》第二十三條中的叛國、顛覆、分裂國家等罪行進行為期三個月的諮詢。各香港政黨及專業團體就條文的立法過程提出積極的建議。市民對諮詢文件反應熱烈，對立法作出多項建議，但大部分市民都對法案感到憂慮。
雖然《基本法》訂明任何人在香港都享有人權、言論自由、新聞自由、集會自由和遊行自由、法治等，但是當時的律政司司長梁愛詩表示，指出「23條就像有把刀在你頭上」，令很多人憂慮這項法例可能會影響港人本來擁有的人權和自由。除部分親北京人士和社團對立法表示支持，絕大部分香港市民感到憂慮。另外，公眾對法例中將可能引進中國法律中「國家安全」的概念而感到非常不安。通過這個概念，政府可以隨時以危害國家安全的名義而取締任何民間組織，而無須提出證據。
諮詢期間，時任保安局局長葉劉淑儀專程到多間大學出席研討會，但研討會卻演變成雙方的一場舌戰，令研討會最終不歡而散。期間葉劉淑儀的言論引發不少爭議，當中最廣為國際傳媒報導者為「希特拉也是民選」；另一方面，出席研討會的大學生亦有激烈反應，例如多次在葉劉氏發言時以噓聲和「局長落台」打斷其話柄。其後葉劉氏以公務繁忙為理由，決定取消出席三所專上院校的同類研討會。
葉劉淑儀又曾經發表具爭議的言論，例如：
|                                                                           | 難道計程車司機、酒樓侍應、麥當勞服務員會逐條跟我討論？只有專家會去讀草案，例如立法會議員、法律界和學者。 |
| ——葉劉淑儀在立法會會議中回應有人建議擴大向市民諮詢的規模，2002年9月26日。 | |

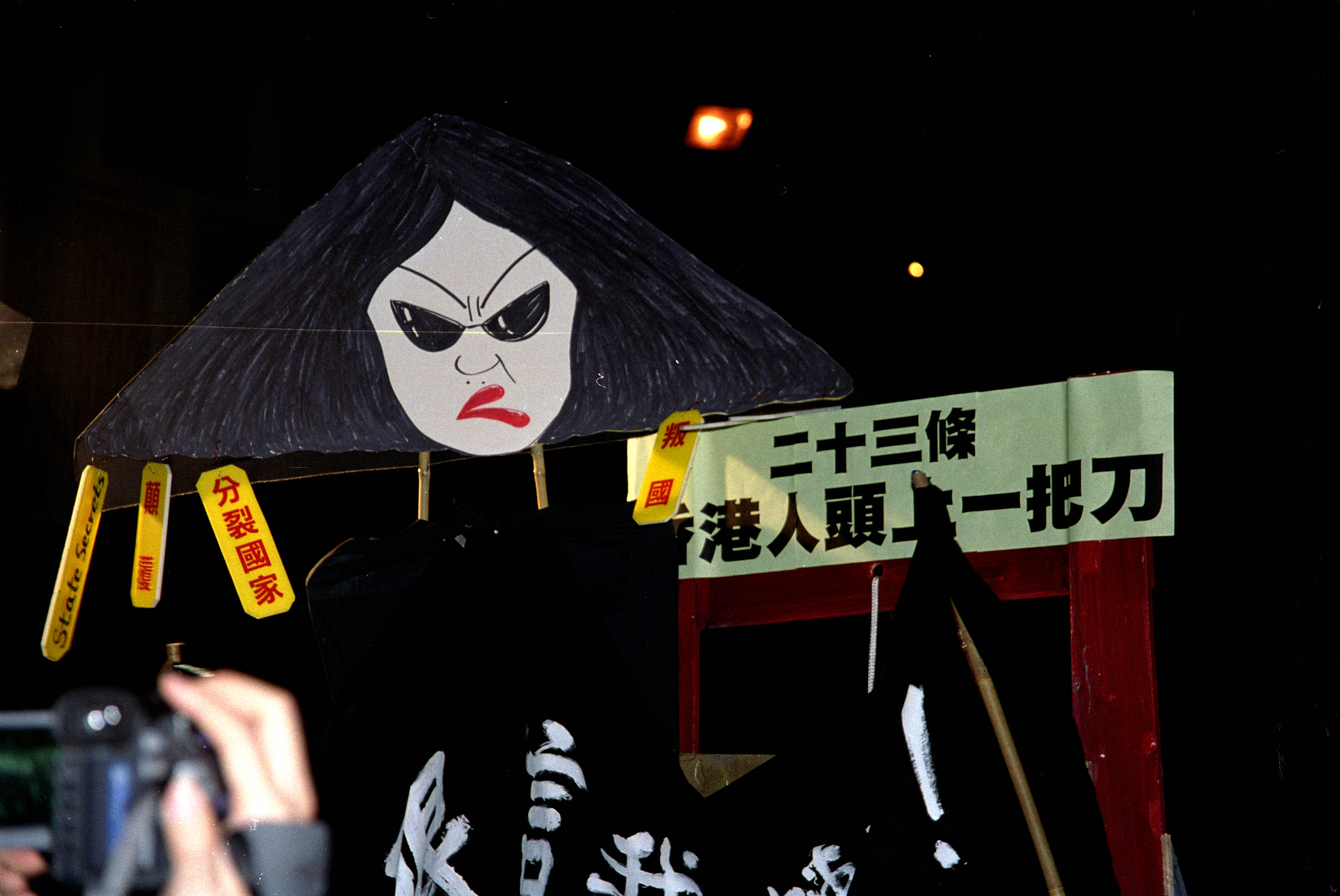
不滿葉劉淑儀的示威者展示以其「掃把頭」外型製成的道具

2002年12月15日，6萬人遊行反對立法。12月24日，反對團體已收集了19萬名市民的簽名反對立法。同年12月19日，龍緯汶、曾健成、孔令瑜等壓力團體代表在立法會陳述立法的害處。

## 條文
香港政府於2003年2月14日在憲報刊登《國家安全（立法條文）條例草案》，並於2003年2月26日提交立法會審議。條例草案建議就下述事項訂定條文：
1. 叛國罪、顛覆罪、分裂國家罪及煽動叛亂罪；
2. 禁止在未經授權下披露若干官方資料；
3. 倘為國家安全利益的目的是必要的，且與該目的是相稱的，可取締若干組織；
4. 警方為調查叛國、顛覆、分裂國家、煽動叛亂及處理煽動性刊物的行為，在沒有手令的情況下進入、搜查、檢取、扣押及移走的權力；
5. 就因煽惑公眾暴亂而屬煽動叛亂、處理煽動性刊物、及任何非法披露罪行，選擇由陪審團審訊；
6. 廢除現時就罪行提出檢控的時間限制；
7. 相關、附帶及相應修訂。

60名立法會議員中的50名都加入了法案委員會，由民建聯的葉國謙主持、協進聯的劉漢銓則擔任副主席。會上的建制派和民主派議員針鋒相對，而政府也接納委員會部分的修正案。但反對者批評政府讓步不足，且討論時間不夠、審議太過倉卒。

## 意見

### 反對

#### 侵蝕自由
市民對國安條例的憂慮主要與北京政府的威權主義有關，反對者認為條例會侵蝕言論自由。據報有香港的外商擔憂立法會影響資訊流通，考慮在二十三條立法後遷離香港。2002年12月7日，有報道指10間外國銀行私下向政府表示，二十三條立法會影響香港作為亞洲金融中心的地位，將會對香港帶來災難性後果。

#### 條文不清且苛刻
香港特區政府拒絕發布白皮書，令到社會大眾更為擔心立法內容，其中國際特赦組織香港分會認為「政府只發表了一份草擬諮詢文件，而非白紙條例草案擬稿，令公眾無從得知條例草案的具體措詞」。
泛民主派普遍認為，此文件過於嚴苛，刑事條文泛政治化，其中「國家安全」被誇大，而許多新定義的語句含意都很廣泛並欠明確。其中尤以香港、內地兩地標準及定義不同為首，「煽動叛亂」、「顛覆國家政權」、「竊取國家機密」等入罪條件輕則數句即可入獄，對基本人權和自由没有應有的保障。
另一方面，條文中的「國家」與「政府」的概念分界模糊且可轉換，而民主的制度容許市民監察政府，但建議的條文使反對「政府」等同於反對「國家」。此外，違反國安法的最高刑罰為終身監禁。

#### 受約束者廣泛
國家安全條例指出，不論身在何方的香港永久居民、不論國籍的留港人士，也會受到法律約束。而任何危害國家安全的言論均屬違法，知情不報者可被檢控，等於古代連坐法。條文中「煽動」、「處理煽動」、「管有煽動」、「知情不報」之類的罪行，可能會對新聞自由和言論自由構成潜在威脅，其中檢控「煽動叛亂」罪行不設時限，懷疑當局即可無限期地追究「煽動叛亂罪行」。
國安條例的條文指出，如有組織被中國中央政府定性為「危害國家安全」而遭禁制，香港特區政府有權隨時查禁該組織的香港分支而無需經任何調查，反對者認為有機會衝擊香港的結社自由。而警察無需證據和法庭手令即可入屋搜查，猶如製造白色恐怖。

#### 審議倉卒
大律師公會和律師會主席及立法會法律界議員發表聯署信，認為目前草案缺乏白紙來諮詢，擔心「一旦實質的（藍紙）草案刊憲及提交立法會，可供討論草擬方式的範圍及時間勢必受到嚴格的限制」。而香港第200章《刑事罪行條例》早有叛逆、煽惑離叛、煽動意圖等等的定義和條文，顯示23條立法沒有迫切性。

#### 針對泛民主派
擔任過香港基本法起草委員會委員的李柱銘指出，二十三條關於「顛覆中央人民政府」的罪名是於1989年發生六四事件後才再次加入《基本法》草稿中。同樣曾任委員的司徒華則認為，條文是針對支聯會及泛民主派。

### 支持

#### 香港特區政府
《香港特別行政區基本法》說明香港特別行政區政府應自行為《第二十三條》立法是憲制責任，未立法代表《香港基本法》全部條文未完全實施。《香港基本法》已列明任何人在香港都享有人權和多種自由，包括言論自由及宗教自由。只要對立法草案中不妥當的部分進行修改，該法律將會保護香港市民與國家安全，立法可以代替過時的條文及現時條例與基本法之間的灰色地帶。
保安局局長葉劉淑儀葉劉淑儀積極推動立法，指出立法是平常和自然的事，而各國都有保護國家安全的法例。她強調立法是保障國家主權、領土完整、統一和國家安全，香港特別行政區有道義上及法律上的責任實施該條款。
法律政策專員區義國表示，條例草案當中並沒有任何關於「秘密審訊」的規定，任何刑事檢控都須符合正常審訊程序。此外，任何人如被控以當中一項危害國家安全的嚴重罪行，均有權利選擇由陪審團審訊。他又指發表自由和新聞自由香港這個開明和多元化社會的重要標誌，而國安條例生效後，香港人會繼續完全享有言論自由。
律政司司長梁愛詩和行政長官董建華強調，諮詢文件提出的建議完全符合《基本法》第三十九條的要求，即《公民權利和政治權利國際公約》及《經濟、社會與文化權利國際公約》繼續有效，香港居民享有的權利和自由除依法規定外不得限制，而新增及修訂的條文並非用於打壓某些團體或者禁制言論自由，因此市民無須過分擔心。
警務處處長曾蔭培表示，諮詢文件中建議賦予警方的新增權力是必須的，警方只會在緊急情況下使用，而警方運用任何權力都會受到監察。

#### 中國人大及政協
全國政協委員李國強指出，任何媒體如果不是處心積慮要分裂、顛覆祖國，並有預謀地竊取國家機密文件，一般的報導「根本不會觸犯這些嚴重罪行」，而傳媒應知道哪些資料是損害中國或香港特區安全和利益，就不能予以報道，是傳媒應有的責任。港區人大代表馬力表示，反對人士不應以新聞自由來掀起公眾對立法的反感。
時任全國政協委員劉夢熊認為，所有主權國家法律有維護國家安全，未能成功立法的美國愛國法比香港03年草案嚴苛；香港人只是被中国大陆案例嚇怕。劉認為，香港人愛國，也認同要就國家安全立法，只要中国大陆政治民主、法制健全，對「煽動」、「顛覆」、「竊密」的定罪令人信服，符合民主、自由、法治、人權的普世價值，尊重國家憲法規定的公民權利，二十三條立法自然就水到渠成。

#### 中國政府
中共黨報《人民日報》旗下人民網聲稱，世界上大部分國家和地區皆有為當地的地區安全立法。若反對就「分裂國家行為」及「顛覆『中央人民政府』」立法，等於放縱和包容對危害國家安全的行為。中共中央軍委機關報《解放軍報》評論認為，很多西方國家都有相關國家安全法例，而且訂得比中国政府对待香港问题更嚴苛。例如早在1831年美国即制定法律规定：当联邦法律和州法律冲突时，应遵守联邦法，否则联邦政府有权动用武力在各州执行联邦法，分裂分子将以叛国罪论处。

## 示威與後續

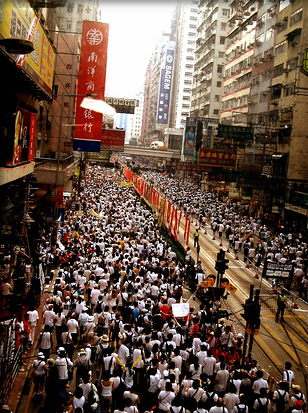
大批市民身穿白衣上街示威

2003年初，香港爆發沙士疫情，二十三條的關注度有所回落。疫情結束後的6月，民主派開始動員市民上街，反對二十三條立法。2003年7月1日的香港特別行政區成立紀念日，民間人權陣線舉辦「七一遊行」，主題是「反對23條立法」。超過50萬市民上街從銅鑼灣步行到中環政府總部，抗議董建華政府的施政和不滿梁錦松偷步買車等醜聞。參與遊行的人數大大超過政府預期，也是1989年之後最多。
7月5日，行政長官董建華讓步修改草案部分條文，包括刪除可取締大陸從屬組織的條款、加入公眾利益抗辯理由、以及取消警察入屋搜查權。反對者質疑「公眾利益」未被定義，或未能保障記者。民主派斥責政府繼續立法程序，號召群眾在7月9日恢復二讀當日包圍立法會大樓。
7月6日晚上，自由黨主席田北俊宣布辭任行政會議成員，意味自由黨退出「執政聯盟」。而自由黨亦發聲明，支持押後二讀國安條例草案。由於法案失去過半數議員支持、敗局已定，政府在7月7日決定押後國安條例草案二讀，強調沒有立法時間表。民建聯的曾鈺成不排除辭任行會成員。
7月9日，國安條例無限期暫緩後，5萬人包圍立法會，在皇后像廣場、遮打花園及附近的街道上集會。在集會接近完結時，立法會議員黃宜弘乘坐立法會安排的巴士離開立法會大樓時，在車上對示威群眾舉起中指，這一幕被正在直播集會的電視台攝入鏡頭內，引起市民強烈反感和不滿，有教育界人士批評立法會議員舉起不文手勢會做成壞榜樣。
7月16日，葉劉淑儀以「私人原因」辭任保安局局長，外界認為是就推動二十三條立法失敗而引咎下台。財政司司長梁錦松同日也請辭。7月17日，政府決定再次就國安條例草案進行更為普遍的諮詢，希望盡可能得到最廣大公眾的理解和支持，而立法則要視諮詢情況再作考慮。
9月5日，董建華宣布撤回法案草案，承諾先搞好經濟，並會再次充份咨詢市民，達到共識後才再立法，並重申沒有時間表。
2004年7月22日，《國家安全（立法條文）條例草案》在立法會任期完結時失效。
至於澳門特區政府則提出制定維護國家安全法，旨在為澳門基本法第23條立法，该条文与香港基本法23条内容相同。澳門國安法最終在2009年3月3日生效。

## 外部連結
- 公民網站：基本法23網站
- 政府網站：實施基本法第二十三條（页面存档备份，存于）